# Batalla de Beaulieu-sous-la-Roche (1795)

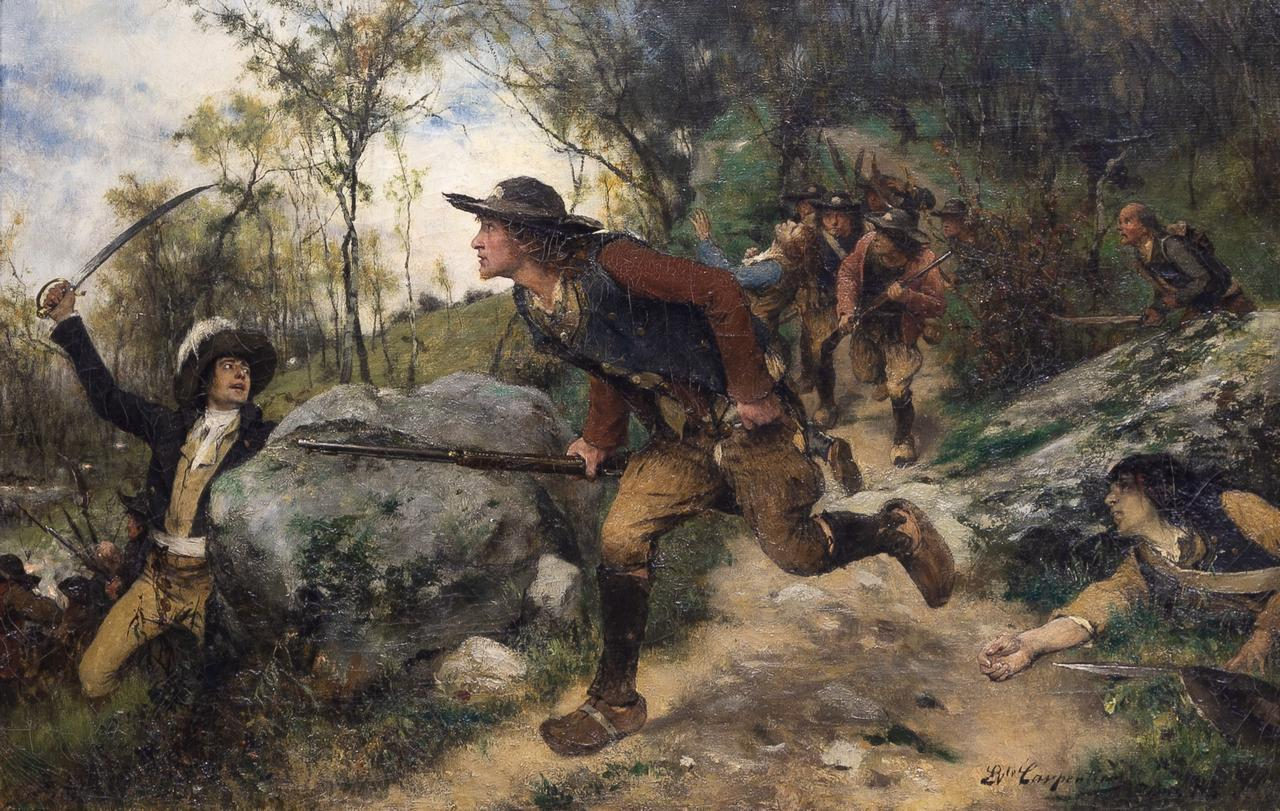
A Vendée-1795, oli sobre tela d'Évariste Carpentier

La batalla de Beaulieu-sous-la-Roche va tenir lloc el 27 de juny de 1795 durant la guerra de Vendée. Acaba amb la victòria dels Vendéans que embosquen un comboi republicà.

## Forces presents
El general François Athanase Charette de La Contrie no va participar en l'atac. Aquesta està dirigida pel seu germà, Louis Marin Charette de La Contrie, cap de la divisió Sables-d'Olonne, i per Louis Guérin, cap de la divisió Pays de Retz.
Segons els informes republicans, el comboi està defensat per una escorta de 300 a 400 soldats.

## Procés
El 27 de juny de 1795, prop de Beaulieu-sous-la-Roche, els Vendeans van emboscar un comboi republicà que sortia de Sables-d'Olonne i es dirigia cap a Palluau. Els republicans es van trobar envoltats: els exploradors i el cap de la columna van ser atacats pels homes de Guérin, mentre que la cua de la columna va ser atacada per les tropes de Louis Marin Charette.
Després del seu èxit, els Vendéans van saquejar les ambulàncies, però van quedar sorpresos per l'arribada del representant Gaudin, que havia sortit de Palluau, amb una petita escorta. Creuen erròniament que la guarnició de Palluau està fent una sortida per ajudar el comboi, i es retira. Alguns presoners republicans van ser morts mentre intentaven aprofitar el desordre per fugir. L'escorta del representant va arribar aleshores al lloc del combat, i després va continuar el seu recorregut cap a les Sables-d'Olonne sense ser molestat.
Després d'aquesta emboscada, el lloc de Palluau va ser evacuat i es va retirar a La Mothe-Achard.{nota 1.}

## Pèrdues
A les seves memòries{nota 2,} l'oficial de Vendée Lucas de La Championnière va escriure que prop de 300 republicans van ser fets presoners durant la lluita i que tots els altres defensors del comboi van ser assassinats. François Eriau, un combatent de la Vendée de Touvois de 18 anys, capturat el juliol de 1795, va reduir el nombre de presoners a poc més de 100 durant el seu interrogatori pel districte de Challans.
Segons l'informe{nota 3.} al Comitè de Seguretat Pública redactat el 29 de juny pel representant en missió Joseph-Marie Gaudin, només 12 homes dels 300 a 400 de l'escorta van aconseguir tornar a les Sables. Per la seva banda, el general Emmanuel de Grouchy, cap d'estat major de l'exèrcit occidental, va escriure el 7 de juliol en una carta{nota 4.} adreçada a l'ajudant general Savary, que la pèrdua total dels combats des Essarts i Beaulieu va consistir en una mica més de 300 homes, entre ells més de 200 presoners.
Els presoners republicans van ser traslladats a Belleville-sur-Vie, on es van unir als presos a la batalla d'Essarts. Tots van ser afusellats el 9 d'agost, per ordre de Charette, com a represàlia per l'execució de 748 emigrants i chouans capturats durant l'expedició de Quiberon.